# 新城市（新界）地產
新城市(新界)地產有限公司（除牌當時為0072.HK），於1981年從新鴻基地產分拆在香港交易所上市的地產公司。是新鴻基地產發展有限公司(0016.HK)旗下公司，上市時新鴻基地產持有近57%股權。
主要投資帝苑酒店、新城市廣場、新城市中心等資產。
1989年1月，新鴻基地產乘股市通過發新股股加0.59元或6.3元現金方式，於低位把本公司私有化，直至1989年2月14日起撤銷上市。

## 外部連結
- 新鴻基地產官方網站 （页面存档备份，存于）
- 湯未生: 是咁的，新城市地產 （页面存档备份，存于）